# Galactia stereophylla
Galactia stereophylla är en ärtväxtart som beskrevs av Hermann August Theodor Harms. Galactia stereophylla ingår i släktet Galactia och familjen ärtväxter. Inga underarter finns listade i Catalogue of Life.